# 于栗磾
于栗磾（?—?），代人，鮮卑族，本姓万忸于氏，南北朝時期北魏名將。于栗磾好使一桿黑槊（黑色長矛），武藝超群，在馬上可以左右開弓，有萬夫不當之勇。劉裕北伐後秦時，對駐紮在黃河邊上的於栗磾很是懼怕，親自寫信向他借道，在信的開頭稱他為“黑槊公麾下”。明元帝拓跋嗣得知消息後，十分讚許，便賜他稱號為“黑槊將軍”。于栗磾年少時就開始統軍，直至白髮蒼蒼，是三朝元老。他臨事善作決斷，所向無前。加之謙虛屈身交接賢士，不濫用刑罰。所以得知他去世時，太武帝拓跋燾傷心惋惜不已。

## 生平
于栗磾自幼學習武藝，善骑射。才幹和氣力都超乎常人，能在馬上左右開弓射箭。

### 道武帝在位期間
登國年間（386年—396年），于栗磾擔任冠軍將軍，代理新安子爵位。
登國十一年（396年），道武帝拓跋珪派遣于栗磾與寧朔將軍公孫蘭率領步兵、騎兵二萬人，偷偷地從太原（一作晉陽）向東開闢修復韓信當年修築使用過的棧道，到中山攻打後燕皇帝慕容寶。道武帝隨後到來，見道路已經修好因而很高興，當即賜給于栗磾一匹名馬。
天興元年（398年），道武帝平定趙、魏地區後，設宴大會群臣，對于栗磾說：“你就是我的英布、彭越。”賞賜給他大量金帛，晉封為代理新安公爵位。不久，道武帝在白登山打獵，看見一隻熊帶著幾個小熊，便對于栗磾說：“你這樣有勇力及才幹，難道不能與它們搏鬥一番嗎？”于栗磾回答說： “萬物之中，人是最高貴的。如果搏鬥不能取勝，豈不是白白地斷送一位壯士。我可以把它們驅趕到皇上前面，輕而易舉地制服它們。”隨即將它們全部捕獲。道武帝回望于栗磾，表示歉意。

### 明元帝在位期間
永興二年（410年），當時關東各地盜賊紛紛起事，西河反叛。同年二月初一日，明元帝拓跋嗣派遣于栗磾率領騎兵一萬人前往征伐，所到之處全部平定。明元帝於是下詔命令于栗磾率領騎兵、步兵一萬鎮守平陽。改任鎮遠將軍、河內鎮將，賜封爵位為新城男。于栗磾安撫剛剛平定的地區，很有政績。
泰常元年（416年），東晉將領劉裕北伐後秦姚泓時，于栗磾擔心他會繼續向北方侵擾，於是在黃河邊修築營壘，親自鎮守。因此戒備森嚴，偵察的人也不能通過。劉裕很懼怕他，不敢前進，便送信給于栗磾，援引孫權謀求討伐關羽之事，向他借道西去，在這封信的開頭稱呼他“黑槊公麾下”。于栗磾把情況上報朝廷，明元帝讚許他，因此而賜號於栗磾為“黑槊將軍”。于栗磾好手持黑槊來顯示自己，劉裕望見他感到驚異，所以才有這樣的稱呼。泰常八年（423年），奚斤征討虎牢，于栗磾另外率領所屬部隊在金墉攻打東晉的河南太守王涓之，王涓之棄城逃走。于栗磾升任豫州刺史，將軍職位依舊，進爵為新安侯。洛陽雖然是歷代王朝建都的地方，然而長期成為北魏的邊界地，城市殘破不堪，居民絕跡。于栗磾砍除雜草開墾荒地，慰問安撫前來的百姓。恩威並用，深得百姓的擁戴。明元帝南行到達盟津時，向于栗磾詢問：“黃河上能造橋嗎？”于栗磾說：“杜預曾經造過橋，有這樣的往事，應當可以。”因此他按次序排列大船，將其連結在一起，在冶坂建造浮橋。當大軍渡過黃河後，明元帝深深地讚美他。

### 太武帝在位期間
始光三年（426年）九月，太武帝拓跋燾因為大夏皇帝赫連勃勃去世，而他的幾個兒子互相攻伐，於是派遣司空奚斤率領義兵將軍封禮、雍州刺史延普襲擊蒲坂，宋兵將軍、交趾侯周幾率領于栗磾襲擊陝城。大夏弘農太守曹達不戰而逃。于栗磾與周幾便乘勝長驅直入，攻至三輔地區。于栗磾因功進封為新城公，加授安南將軍。平定統萬城後，升任蒲坂鎮將。當時弘農、河內、上黨三郡發生叛亂，于栗磾率軍討伐他們。改任虎牢鎮大將，加授督河內軍。不久升任使持節、都督兗相二州諸軍事、鎮南將軍、枋頭都將。又任外都大官，判案、量刑都很公平，很有聲望。于栗磾七十五歲時去世，被賜予顯貴用的棺材、朝服一套、衣一套。追贈為太尉公。

## 家庭

### 兒子
- 于洛拔，北魏太武帝時期官至侍中、尚書令，襲爵為新安公。

### 孫
- 于烈，于洛拔長子，官至散騎常侍、車騎大將軍。後外放為恆州刺史。死後贈使持節、侍中、大將軍、太尉公、雍州刺史；追封鉅鹿郡開國公，增邑五百戶，并前千戶。
- 于敦，于烈弟，官至征虜將軍、恒州刺史。卒於任內，贈使持節、平北將軍、恒州刺史。
- 于果，于敦弟，賜爵武城子。太和年間，歷任朔、華、并、恒四州刺史。
- 于勁，于果弟，宣武順皇后于氏之父，征北將軍、定州刺史，官至太尉。死後贈司空，諡號恭莊公。
- 于須，于勁弟，官至鎮南將軍、肆州刺史。死後贈侍中、車騎大將軍、尚書右僕射、儀同三司。
- 于天恩，于勁弟，官至遼西太守。贈平東將軍、燕州刺史。

## 延伸阅读
[在维基数据编辑]
 《魏書/卷31》，出自魏收《魏书》
 《北史·卷023》，出自李延壽《北史》